# Phryganea dubia
Phryganea dubia is een fossiele soort schietmot uit de familie Phryganeidae.